# Maalot-Tarxiha
Maalot-Tarxiha és una ciutat al districte del Nord d'Israel, situada a 20 km a l'est de Nahariyya. El municipi es creà fusionant el poble àrab de Tarxiha amb el poble jueu de Maalot, i obtingué l'estatus de ciutat el 1996.

## Història

### Tarxiha
Tarxiha existí amb el nom de Haki durant l'època cananea (3r-2n mil·lenni aC). A la vila s'hi ha trobat restes d'una tomba del segle iv aC, que contenia una creu i una peça de vidre gravada amb una menorah. Tarxiha es menciona a l'època de les Croades (segles xii i xiii) com un poble abandonat. Moltes batalles entre croats cristians i musulmans van tenir lloc a la zona.
Durant el domini otomà i el Mandat britànic de Palestina, el poble cresqué fins a esdevenir un centre administratiu per a les ciutats situades entre Safed, a l'est, i Acó, a l'oest.
Durant la guerra araboisraeliana de 1948, a la vila van tenir-hi lloc diverses batalles, que acabaren amb la conquesta israeliana de Tarxiha el 29 d'octubre de 1948, en el marc de l'Operació Hiram.

### Maalot
Maalot fou fundat el 1957 com a "ciutat a desenvolupar" per acollir immigrants romanesos, iranians i marroquins.
El 1963, Maalot es fusionà amb Tarxiha, que llavors era un poble més gran, mantenint ambdós noms. Al principi, els habitants de Tarxiha esperaven que la unió els ajudaria a aconseguir el mateix grau de serveis públics que la resta de municipis jueus, ja que els pobles de població àrab històricament han rebut menys finançament del govern israelià. Tanmateix, amb el pas del temps, els habitants de Tarxiha van comprovar com la part àrab del municipi seguia infrafinançada i, a més a més, la fusió pràcticament impossibilitava les possibilitats de creixement del poble. Actualment, un part important dels habitants àrabs demanen que tots dos nuclis de població tornin a ésser independents.
El 15 de maig de 1974, el Front Democràtic per a l'Alliberament de Palestina (FDAP) atacà una escola primària de la localitat i hi va matar 21 infants, fet que es coneix com a massacre de Maalot.

## Demografia
Segons l'Oficina Central d'Estadístiques d'Israel (CBS), la població de Maalot-Tarxiha el 2001 era formada en un 79,7% per jueus i població no àrab i per un 20,0% de població àrab (en concret, un 8,9% de musulmans, un 9,9% de cristians i un 1,0% de drusos). Hi havia 10.100 homes i 10.100 dones.
Un 35,7% dels ciutadans tenia 19 o menys anys, un 15,3% entre 20 i 29, un 20,4% entre 30 i 44, un 14,6% entre 45 i 59, un 3,9% entre 60 i 64 i un 10,0% 65 o més. La taxa de creixement era, l'any 2001, d'un 3,0%.

## Ingressos
Segons la CBS, l'any 2000 hi havia 6.931 empleats i 408 autònoms a la ciutat. El sou mensual mitjà dels empleats era de 4.435 nous xéquels. Els homes guanyaven un salari mensual de 5.652 nous xéquels i les dones 3.073 nous xéquels. Els ingressos mitjans dels autònoms eren de 6.320 nous xéquels. 559 persones rebien prestació d'atur i 1.785, ajuts socials.

## Ensenyament
Segons la CBS, hi ha 11 centres educatius i 4.272 estudiants a la ciutat. Hi ha 7 escoles primàries amb 2.000 estudiants i 7 escoles secundàries amb 2.272 estudiants. L'any 2001, un 58,5% dels estudiants d'últim curs de secundària es van graduar.

## Ciutats agermanades
- Perpinyà (Catalunya del Nord, França)
- Pratovecchio (Toscana, Itàlia)
- Asti (Piemont, Itàlia)
- Birobidjan (Província Autònoma dels Hebreus, Rússia)